# Witchblade (série télévisée)
Pour la série de comics, voir Witchblade.
Witchblade est une série télévisée américaine créée par Ralph Hemecker d'après le comic éponyme de Marc Silvestri, composée d'un pilote de 90 minutes diffusé le 27 août 2000, et 23 épisodes de 42 minutes diffusés entre le 12 juin 2001 et le 26 août 2002 sur la chaîne TNT.
En France, la série a été diffusée à partir du 3 mars 2003 sur TF6.

## Synopsis
La série reprend les débuts du comic publié chez Top Cow. La Witchblade est un gant en acier mystique qui a équipé des guerrières tout au long de l'Histoire. Contenant une pierre d'origine mystérieuse et une volonté qui lui semble propre, ce gant est à la fois un atout et une malédiction. Il procure à celle qu'il choisit des perceptions accrues, des réflexes et des capacités de combat phénoménales et peut se muter en épée, voire en armure si besoin est.
Le 11 novembre 2000 est, selon les prophéties, la date à laquelle le Witchblade doit se trouver une nouvelle compagne. Et ce jour-là, Sara Pezzini, lieutenant de la police criminelle de New York à la poursuite d'un homme qu'elle pense être impliqué dans un meurtre, pénètre dans le musée du millionnaire Kenneth Irons, le propriétaire mais non le porteur du Witchblade. Et c'est dans la fusillade qui s'ensuit à l'intérieur du musée que le gant choisit Sara comme nouvel hôte, sous les yeux d'un mystérieux observateur : Ian Nottingham.
Subissant dans un premier temps les visions que lui procure le gant, qui lui fournissent des informations sur son enquête en cours, et laissant tout d'abord le gant la protéger de son propre chef sans vraiment comprendre ni réagir, Sara, avec l'aide probablement intéressée de Kenneth Irons, va apprendre à maîtriser les pouvoirs du Witchblade et va s'en servir pour venger les morts de ses proches - son partenaire et son père - en restant toutefois, pour le moment, dans les limites de la loi qu'elle protège en tant qu'officier de police.

## Distribution

### Acteurs principaux
- Yancy Butler (VF : Dominique Westberg) : Sara Pezzini
- David Chokachi (VF : Lionel Melet) : Jake McCartey
- Anthony Cistaro (VF : Didier Cherbuy) : Kenneth Irons
- Will Yun Lee (VF : Olivier Jankovic) : Danny Woo
- Eric Etebari (en) (VF : Constantin Pappas) : Ian Nottingham
- John Hensley (VF : Paolo Domingo) : Gabriel (19 épisodes)

### Acteurs récurrents
- Lazar Rockwood : Lazar (20 épisodes)
- Kathryn Winslow : Vicky Po (16 épisodes)
- Nestor Serrano : Captain Bruno Dante (10 épisodes)
- William McDonald : Jerry Orlinsky (6 épisodes)
- Kim De Lury : Conchobar (5 épisodes)
- Johnie Chase : Sgt. « Jumbo » Turnbull (4 épisodes)

## Épisodes

### Pilote (2000)
1. Witchblade (Witchblade)

### Première saison (2001)
1. Les Dragons noirs (Parallax)
2. Cherchez la jeune fille (Conundrum)
3. Effet d’optique (Diplopia)
4. Ballade irlandaise (Sacrifice)
5. Le Diable au corps (Legion)
6. Le destin est sans pitié (Maelstrom)
7. Periculum (Periculum)
8. Trahisons (Thanatopis)
9. Tout est lié (Apprehension)
10. Question de confiance (Convergence)
11. Les Liens du sang (Transcendence)

### Deuxième saison (2002)
1. Émergence (Emergence)
2. Destin (Destiny)
3. Les Agapes (Agape)
4. La chasse est ouverte (Consectatio)
5. Les Voix (Static)
6. Rubis sur l’ongle (Nailed)
7. L’Amour (Lagrimas)
8. Le Hiérophante (Hierophant)
9. Un étrange visiteur (Veritas)
10. Le Petit Chaperon rouge (Parabolic)
11. La Réplique (Palindrome)
12. La Bataille finale (Ubique)